# Revista Idees
Idees és una revista de Pensament Contemporani que edita el Centre d'Estudis de Temes Contemporanis de la Generalitat de Catalunya. Adreçada al món polític, acadèmic i cultural, analitza monogràficament els principals reptes i debats globals contemporanis a través de la perspectiva de persones expertes i de referència en les diferents matèries. Des del seu naixement l'any 1999, la publicació ha mantingut la seva qualitat, tant en la forma com en el contingut, així com un esperit reflexiu i rigorós en el tractament d'una àmplia diversitat de temes vinculats a l'actualitat.
A partir d'articles, conferències i debats, Idees vol oferir una mirada àmplia i polièdrica dels temes tractats en cada monogràfic. L'objectiu és contribuir al debat públic i aportar continguts, diagnosis i propostes que serveixin per informar al Govern de la Generalitat i interpel·lar a la ciutadania.
Publicada per primer cop l'any 1999 i amb un total de 44 edicions en paper, la revista ha dut a terme l'any 2019 una renovació digital que pretén obrir una nova etapa i consolidar la seva trajectòria, tot augmentant el seu abast i projecció gràcies a la publicació digital i en tres idiomes —català, castellà i anglès— de tots els seus continguts. El primer monogràfic de l'etapa digital, publicat el maig de 2019, se centra en el futur del projecte europeu, amb més de 30 articles d'autors i autores.